# Национално знаме на Маршалови острови
Националното знаме на Маршалови острови е прието на 1 май 1979 година. Знамето е съставено от син фон разделен с две ленти – в бяло и оранжево и с бяла звезда над лентите. Знамето представлява местонахождението на държавата в Тихия океан. Лентата представлява екватора, докато звездата символизира архипелага в Северното полукълбо. Бялата лента представлява групата острови Ратак, а оранжевата представлява островите Ралик, както и спокойствие и смелост. Звездата има 25 лъча и представлява изборните райони в страната, докато четирите основни лъча символизират основните центрове в страната.

## Знаме през годините
- (1947 – 1965)
- (1965 – 1979)